# Tajči
Tatjana Matejaš Kameron (Cameron; Zagreb, 1. jul 1970), poznatija kao Tajči, bivša je jugoslovenska i sadašnja hrvatska pop-rok pevačica.

## Biografija
Prvi nastup imala je 1987. godine na Zagrebfestu sa pesmom "Noć od kristala" na kom je osvojila nagradu za najboljeg debitanta. Veći pevački istup koji je zapazio širi auditorijum bilo je gostovanje u pesmi grupe Hari Mata Hari "Sedamnaest mi je godina", koliko je i imala te godine. Godine 1989. upoznala je kompozitora Zrinka Tutića i počela pripremati pesme za prvi album.
Sa svojim najvećim hitom "Hajde da ludujemo" pobedila je na Jugoviziji 1990. u Zadru. Njen nastup, pojava u ružičastoj haljini i pokreti rukama, u kombinaciji sa imidžom Barbike i Merilin Monro osvojili su ne samo žirije televizijskih centara, već i publiku u dvorani koja ju je pozdravila ogromnim aplauzom nakon izvođenja pobedničke pesme. Odnela je ubedljivu pobedu sa skoro duplo više bodova od drugoplasiranog Borisa Novkovića i time sebi obezbedila učešće na Pesmi Evrovizije 1990. u Zagrebu, na kojoj je završila na sedmom mestu.
Posle Pesme Evrovizije 1990. izašao je i njen prvi album "Hajde da ludujemo", koji je izazvao pravu euforiju kod publike svih uzrasta, a pretežno kod tinejdžera. Na albumu su se izdvojili hitovi: "Ti nemaš prava na mene", "Dvije zvjezdice", "Kad se mrzi i voli" i "Moj mali je opasan", obrada pesme Čabija Čekera "Let's Twist Again", za koju je tekst napisala Alka Vuica.
Godine 1991. izdala je drugi album "Bube u glavi" koji je bio dobro osmišljen projekat sa novim imidžom, logom njenog imena i pratećim sponzorom, kompanijom za proizvodnju džinsa Levi's. Za svih 12 pesama sa tog albuma TV Zagreb je snimila spotove, a najpoznatiji je onaj za pesmu "Smokvica". Svi spotovi su se našli na video kaseti koja je puštena u prodaju.
Kada je počeo rat u Hrvatskoj reklamiranje albuma izgubilo je svaku smisao, tako da se ona odlučila da ode na studije u SAD, gde je nastavila s muzičkim i scenskim usavršavanjem, pojavljujući se povremeno u mjuziklima i na televiziji u Los Anđelesu. Tamo je upoznala pijanistu i kompozitora Metjua Kamerona (Matthew Cameron) za kojeg se udala 2000. godine. Danas se bavi pevanjem duhovne muzike i nastupa u katoličkim crkvama. Sa suprugom i tri sina živi u Sinsinatiju (Ohajo).

## Festivali
MESAM:
- Poljubi me u svitanje, '87

Zagreb:
- Noć od kristala, treće mesto i najuspešniji debitant festivala, '87
- Kad' se sa osamnaest sanja, '88

Makfest, Štip:
- Kabala, '88

 Jugoslovenski izbor za Evrosong:
- Hajde da ludujemo, pobednička pesma, Zadar '90

Evrosong:
- Hajde da ludujemo, 7. mesto, Zagreb '90

Krapina:
- Dve reči za domaju, '90

Pink music fest:
- Tuga se ne zakazuje, 2015

## Diskografija
- Hajde da ludujemo (1990)
- Bube u glavi (1991)
- Zlatna kolekcija (2004)

## Spoljašnje veze
- Tatjana Matejaš Tajči
- Tajčina diskografija
- "Tajči: Nisam požalila prekid karijere"
- nov@ tv: Ekskluzivni intervju s Tajči Архивирано на веб-сајту  (1. јул 2007)
- Tajči
- Teška bolest me je vratila na scenu („Pres“, 25. maj 2011) Архивирано на веб-сајту  (27. мај 2011)